# Grupo de los 8
El Grupo de los 8 (Grup dels 8) va ser la denominació periodística d'una facció de diputats que es va allunyar del Partit Justicialista argentí al desembre de 1989 per formar un bloc parlamentari independent dins del Congrés Nacional el gener de 1990.
Les principals raons de la ruptura van ser els indults presidencials a caps militars condemnats per les seves accions criminals durant l'última dictadura militar i a oficials «carapintadas», l'anomenat gir al conservadorisme social i el liberalisme econòmic que va experimentar el govern de Carlos Menem amb la incorporació d'Álvaro Alsogaray, les privatitzacions d'empreses públiques de l'Estat, la relegació de la qüestió social i els escàndols de corrupció. Els advertiments del bloc de diputats menemistes van ser «menjaran anxoves al desert».
Els integrants del grup van ser: Germán Abdala, Darío Alessandro, Carlos «Chacho» Álvarez, Luis Brunati, Joan Pau Cafiero, Franco Caviglia, Moisès Fontela i José «Conde» Ramos.